# Groupe d'IC 4765
Le groupe d'IC 4765 comprend au moins 31 membres dont trois du New General Catalogue et 19 de l'Index Catalogue situées dans la constellation du Paon. La distance moyenne entre ce groupe et la Voie lactée est d'environ 57,2 Mpc (∼187 millions d'al).

## Membres
Le tableau ci-dessous liste les 31 galaxies du groupe indiquées dans l'article de A.M. Garcia paru en 1993.
| Nom        | Class.        | Type                  | α (J2000.0)     | δ (J2000.0)     | Vitesse radiale (km/s) | m                | Distance (Mpc) | Diamètre (kal) |
| ---------- | ------------- | --------------------- | --------------- | --------------- | ---------------------- | ---------------- | -------------- | -------------- |
| NGC 6614   | SB(s)0-?      | Lenticulaire          | 18h 25m 07.21s  | -63° 14′ 54.1″  | 4319 ± 22              | 12,5             | 63,5 ± 4,5     | 119            |
| NGC 6722   | Sb            | Spirale               | 19h 03m 40.37s  | -64° 53′ 40.1″  | 4625 ± 45              | 12,9             | 67,7 ± 4,8     | 278            |
| NGC 6733   | SAB0^0 pec?   | Lenticulaire          | 19h 06m 10.63s  | -62° 11′ 48.9″  | 4897 ± 32              | 12,3             | 71,6 ± 5,0     | 196            |
| IC 4696    | SAB(rs)bc     | Spirale intermédiaire | 19h 06m 10.63s  | -62° 11′ 48.9″  | 4676 ± 7               | 12,4             | 68,9 ± 4,8     | 161            |
| IC 4726    | S0?           | Lenticulaire          | 18h 36m 58.81s  | -62° 51′ 15.6″  | 4553 ± 45              | 13,4             | 66,6 ± 4,7     | 90             |
| IC 4727    | S0-?          | Lenticulaire          | 18h 37m 56.06s  | -62° 42′ 02.4″  | 4566 ± 40              | 13,4             | 67,0 ± 4,7     | 142            |
| IC 4728    | (R'_2)SB(s)b  | Spirale barrée        | 18h 37m 57.00s  | -62° 31′ 51.3″  | 4578 ± 45              | 12,9             | 67,2 ± 4,8     | 187            |
| IC 4741    | SA(r)ab       | Spirale               | 18h 41m 43.43s  | -63° 56′ 53.5″  | 4633 ± 48              | 12,6             | 68,0 ± 4,8     | 145            |
| IC 4742    | E1            | Elliptique            | 18h 41m 52.57s  | -63° 51′ 43.5″  | 4435 ± 29              | 11,9             | 65,1 ± 4,6     | 186            |
| IC 4745    | Sab pec?      | Spirale               | 18h 42m 35.88s  | -64° 56′ 34.5″  | 4715 ± 7               | 12,7             | 69,3 ± 4,9     | 259            |
| IC 4748    | S0?           | Lenticulaire          | 18h 42m 45.96s  | -64° 04′ 21.6″  | 4332 ± 42              | 13,2             | 63,6 ± 4,5     | 74             |
| IC 4749    | S0?           | Lenticulaire          | 18h 42m 49.49s  | -63° 12′ 30.3″  | 4335 ± 36              | 13,1             | 63,6 ± 4,5     | 107            |
| IC 4751    | (R)SB(rl)0^0  | Lenticulaire barrée   | 18h 43m 19.34s  | -62° 06′ 44.2″  | 4525 ± 30              | 13,1             | 66,3 ± 4,7     | 94             |
| IC 4754    | (R')SB(r)ab   | Spirale barrée        | 18h 44m 00.230s | -61° 59′ 24.20″ | 4406 ± 50              | 13,3             | 64,6 ± 4,6     | 133            |
| IC 4765    | cD;E+4        | Elliptique            | 18h 47m 17.927s | -63° 19′ 52.79″ | 4507 ± 6               | 11,2             | 66,1 ± 4,6     | 459            |
| IC 4769    | SB(rs)bc      | Spirale barrée        | 18h 47m 44.05s  | -63° 09′ 25.2″  | 4534 ± 10              | 13,3             | 66,5 ± 4,7     | 141            |
| IC 4771 A  | SA(rs)bc?     | Spirale               | 18h 47m 44.05s  | -63° 09′ 25.2″  | 5535 ± 10              | 14,5             | 81,2 ± 5,7     | 141            |
| IC 4784    | S0?           | Lenticulaire          | 18h 52m 48.02s  | -63° 15′ 34.6″  | 4884 ± 39              | 14,5             | 71,6 ± 5,0     | 159            |
| IC 4798    | SA0^0(s)? pec | Lenticulaire          | 18h 58m 20.89s  | -62° 07′ 06.3″  | 4511 ± 23              | 12,2             | 66,0 ± 4,6     | 160            |
| IC 4799    | SB(rs)b       | Spirale barrée        | 18h 58m 56.59s  | -63° 55′ 51.5″  | 4533 ± 16              | 13,1             | 66,4 ± 4,7     | 128            |
| IC 4800    | R')SB(s)a?    | Spirale barrée        | 18h 58m 43.52s  | -63° 08′ 21.2″  | 4498 ± 100             | 12,2             | 65,8 ± 4,8     | 185            |
| IC 4801    | (R)SAB(rl)0^+ | Lenticulaire          | 18h 59m 38.39s  | -64° 40′ 30.5″  | 4447 ± 12              | 12,5             | 65,1 ± 4,6     | 124            |
| PGC 62152  | ?             | ?                     | 18h 37m 25.00s  | -65° 15′ 04.0″  | 4536 ± ?               | ?                | ?              | ?              |
| PGC 62370  | ?             | ?                     | 18h 45m 50.74s  | -63° 14′ 08.8″  | 4697 ± 24              | 12,324 ± 0,058 B | 68,9 ± 4,8     | 33             |
| PGC 62400  | S0            | Lenticulaire          | 18h 47m 21.036s | -63° 15′ 43.14″ | 4410 ± 36              | 12,878 ± 0,102 B | 64,7 ± 4,6     | 39             |
| PGC 62437  | S0            | Lenticulaire          | 18h 48m 07.947s | -63° 12′ 35.61″ | 4152 ± 23              | 13,529 ± 0,104 B | 60,9 ± 4,3     | 65             |
| PGC 62491  | SB0           | Lenticulaire barrée   | 18h 50m 49.03s  | -63° 04′ 28.7″  | 4733 ± 46              | 11,876 ± 0,077 B | 69,4 ± 4,9     | 67             |
| ESO 103-46 | S?            | Spirale               | 18h 41m 24.24s  | -64° 00′ 50.1″  | 4580 ± 37              | 12,67 ± 0,09     | 67,2 ± 4,7     | 129            |
| ESO 103-48 | E1            | Elliptique            | 18h 41m 52.57s  | -63° 51′ 43.5″  | 4435 ± 29              | 11,23 ± 0,09     | 65,1 ± 4,6     | 186            |
| ESO 140-38 | S0?           | Lenticulaire          | 18h 42m 45.34s  | -61° 26′ 46.7″  | 4799 ± 15              | 12,82 ± 0,09     | 70,4 ± 4,9     | 158            |
| FAIR 177   | Pec           | Particulière          | 18h 37m 09.75s  | -65° 15′ 47.2″  | 4644 ± 45              | ?                | 68,3 ± 4,8     | ?              |

- A Cette galaxie semble trop éloignée pour faire partie de ce groupe.
- B Dans l'infrarouge proche.

Le site DeepskyLog permet de trouver aisément les constellations des galaxies mentionnées dans ce tableau ou si elles ne s'y trouvent pas, l'outil du site constellation permet de le faire à l'aide des coordonnées de la galaxie. Sauf indication contraire, les données proviennent du site NASA/IPAC.